# Naibili Vatunisolo
Naibili Vatunisolo, née le 31 octobre 1990, est une athlète handisport fidjienne, spécialiste du lancer du javelot et du poids. Elle est médaillée de bronze aux Jeux du Commonwealth de 2022.

## Carrière
Naibili Vatunisolo commence le handisport après une opération du genou en 2010.
En 2019, elle remporte sa première médaille d'or internationale lors des Jeux du Pacifique de 2019 aux Samoa, avec un lancer de poids à 7,83 m.
Qualifiée pour les Jeux du Commonwealth de 2022, Vatunisolo sert en tant que porte-drapeau avec Lawn Bowler Semesa Naiseruvati lors de la cérémonie d'ouverture. Elle remporte une médaille de bronze en lancer du disque F42-44/61-64 avec un lancer à 23,70 m derrière la Nigériane Goodness Chiemerie Nwachukwu (36,56 m) et l'Australienne Sarah Edmiston (34,96 m). En septembre 2022, quelques semaines après les Jeux, elle est classée n°1 en lancer du poids et du javelot catégorie F42 et n°2 en lancer du disque F42. Quelques mois plus tard, elle est porte-drapeau lors de la cérémonie d'ouvertue des Mini-Jeux du Pacifique où elle rafle l'or en lancer du javelot debout.
En novembre 2023, lors des Jeux du Pacifique aux Îles Salomon, elle remporte la médaille de bronze en lancer du javelot F6-10 avec un jet à 20,97 m derrière la Calédonienne Rose Vandegou (25,45 m) et sa compatriote Selina Sandy Seau (18,08 m).